# Stazione di Uras-Mogoro
La stazione di Uras-Mogoro, già stazione di Uras è una stazione ferroviaria a servizio dei comuni di Uras (in cui la struttura è situata) e Mogoro, posta sulla linea Cagliari-Golfo Aranci.

## Storia

La stazione negli anni cinquanta

La costruzione della ferrovia Cagliari-Golfo Aranci tra gli anni settanta e ottanta dell'Ottocento, portò al passaggio dei binari nella periferia ovest del centro di Uras, per cui fu approntata una stazione. Così il 15 gennaio 1872 i treni transitarono per la prima volta nello scalo, all'epoca identificato col solo nome di Uras, inaugurato insieme al tronco ferroviario tra San Gavino Monreale ed Oristano. La denominazione di Uras-Mogoro venne in seguito data all'impianto nei primi decenni del Novecento; sempre in quell'epoca, più precisamente nel 1920, si ebbe il passaggio della stazione sotto la gestione delle Ferrovie dello Stato, espletata dal 2001 tramite la controllata RFI.

## Strutture e impianti

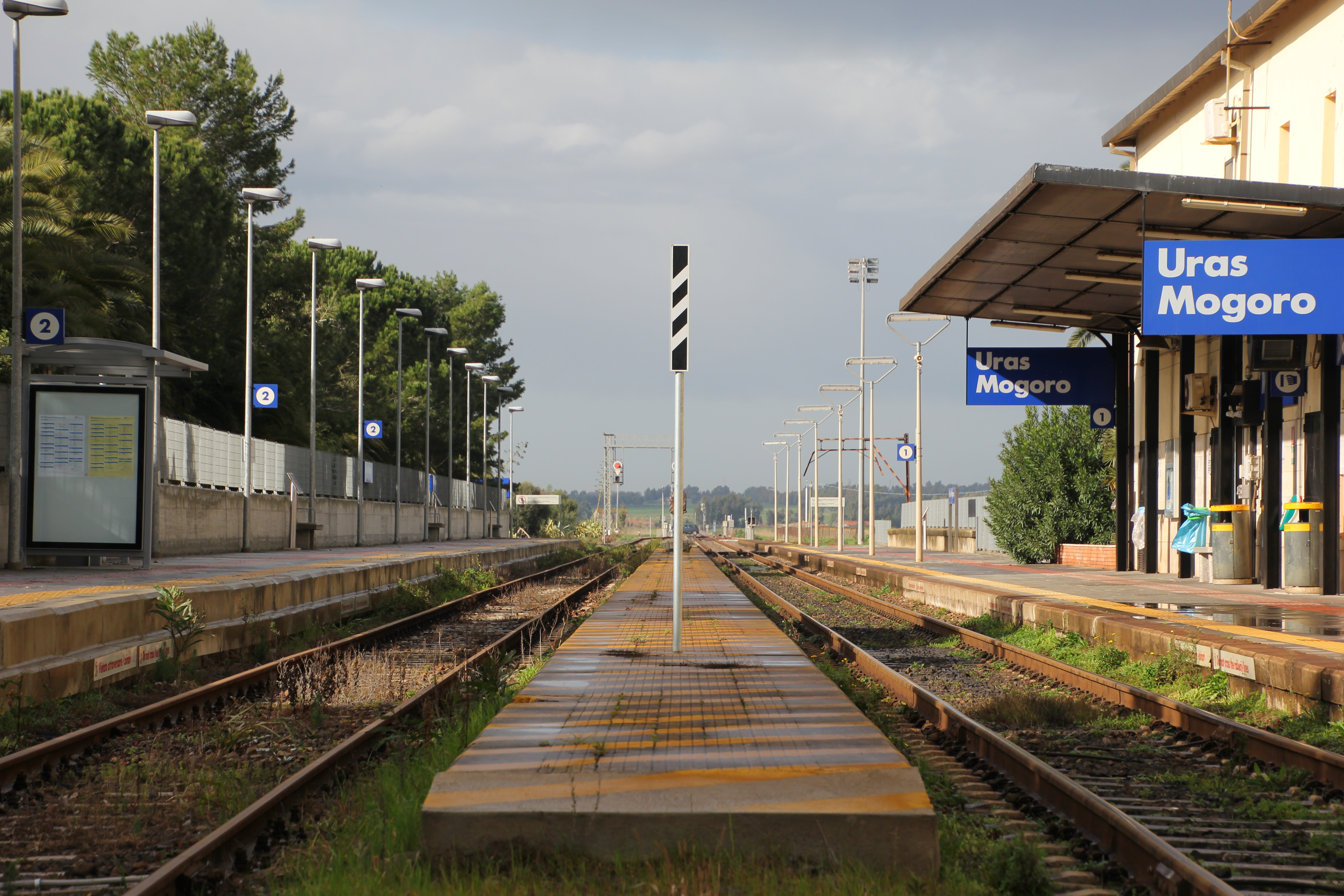
I binari per il servizio passeggeri dell'impianto visti in direzione Golfo Aranci, con al centro la vecchia banchina del binario due (in seguito demolita), sostituita da quella a sinistra, e sulla destra la banchina del binario uno ed il fabbricato viaggiatori

L'impianto a livello di infrastruttura ferroviaria si compone di due binari (di cui il primo di corsa) a scartamento da 1435 mm, serviti da banchine ed attrezzati per il servizio viaggiatori, situati di fronte al fabbricato viaggiatori. L'accesso ai treni è garantito da due banchine, poste in posizione periferica ai binari, una attigua al fabbricato viaggiatori, dotata di pensilina ed al servizio del binario uno, l'altra in uso per il binario due; le banchine sono inoltre collegate da una passerella sui binari. Dal primo binario si ha inoltre accesso al terzo binario dell'impianto, che termina tronco nell'area dello scalo merci della stazione, situato a nord del fabbricato viaggiatori ed in disuso, comprendente anche un piano caricatore ed un tronchino.
Per quanto riguarda i fabbricati dell'impianto il principale è quello viaggiatori, della tipologia a due piani con tetto a falde in laterizi, pianta rettangolare e 6 luci di apertura sui lati maggiori. A sud dell'edificio, in cui sono ospitati i servizi all'utenza, è situata un ulteriore costruzione, a pianta rettangolare e su un singolo piano, ospitante magazzini e locali di servizio, mentre altri fabbricati sono localizzati a nord nello scalo merci. La gestione del traffico ferroviario nella stazione (non presenziata) avviene in remoto a cura del DCO di Cagliari

## Movimento
La stazione è collegata dai treni regionali di Trenitalia espletanti relazioni lungo la Dorsale Sarda per conto della Regione Autonoma della Sardegna.

## Servizi

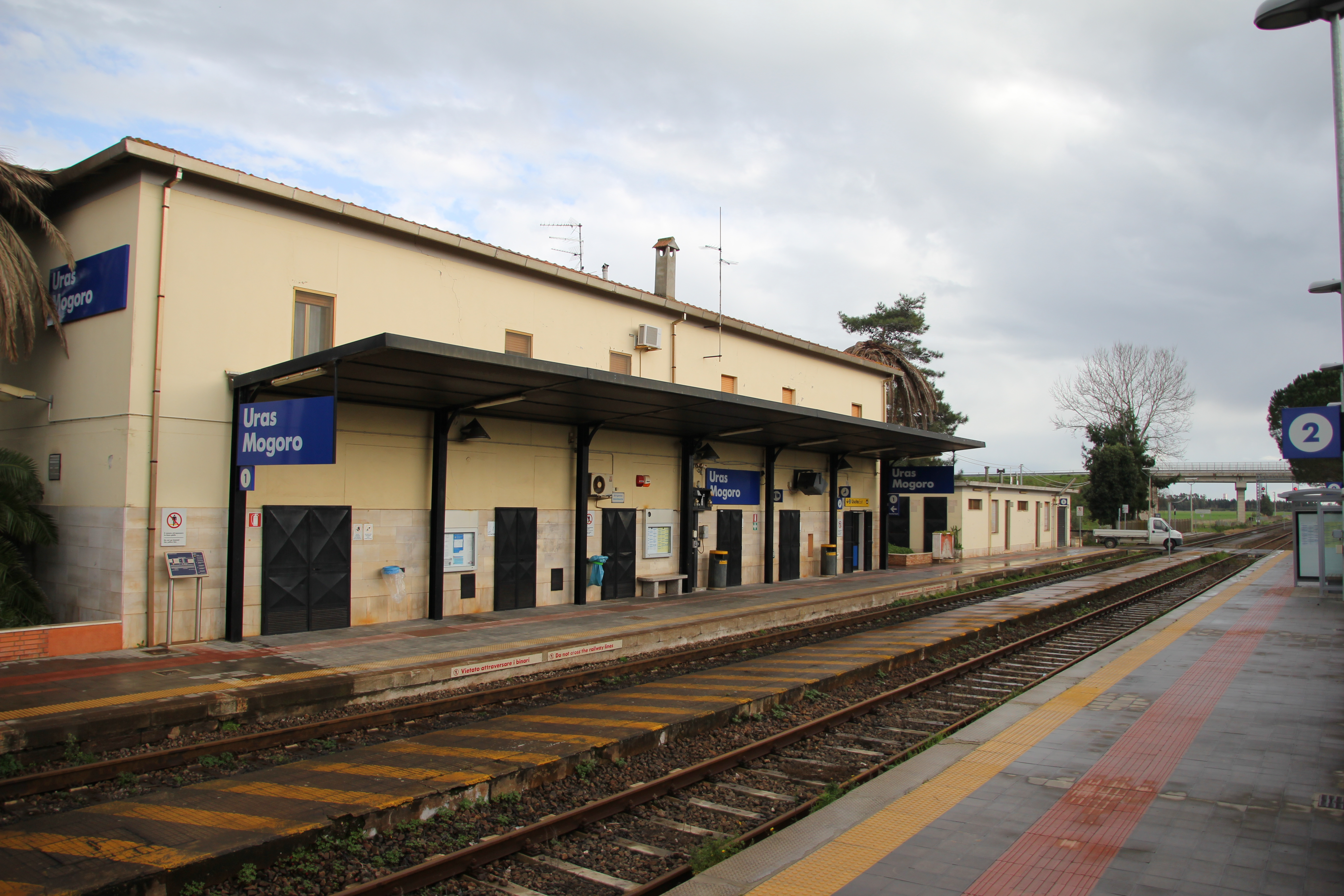
Il fabbricato viaggiatori ospita una sala d'attesa ed una biglietteria automatica

L'impianto è gestito da Rete Ferroviaria Italiana, la quale lo classifica dal punto di vista commerciale in categoria "bronze". Dal punto di vista dell'accessibilità lo scalo è fruibile ai portatori di disabilità di tipo motorio.
I servizi all'utenza sono ospitati nel fabbricato viaggiatori, dotato di una biglietteria automatica e di una sala d'attesa.
- Biglietteria automatica
- Sala d'attesa